# Pier Angelo Conti Manzini
Pier Angelo Conti Manzini   (Gera Lario, 30 de juny de 1946 - Sagnino, 28 d'octubre de 2003) fou un remer italià que va competir durant les dècades de 1960 i 1970.
El 1968 va prendre part en els Jocs Olímpics d'Estiu de Ciutat de Mèxic, on guanyà la medalla de bronze en la prova del quatre sense timoner del programa de rem. Formà equip amb Renato Bosatta, Tullio Baraglia i Abramo Albini. Quatre anys més tard, als Jocs de Múnic, fou desè en la mateixa prova.
El 28 d'octubre del 2006, tercer aniversari de la seva mort, s'inaugurà un monument dedicat a la seva memòria al port de Como.